# Federico Conte
Federico Conte (Eboli, 25 agosto 1972) è un politico italiano.

## Biografia
Figlio dell'ex ministro per i problemi delle aree urbane socialista Carmelo Conte. Laureato in Giurisprudenza alla LUISS di Roma, è avvocato penalista.

### Attività politica
Politicamente ha fatto parte dell'area riformista del Partito Democratico, ma nonostante questo, appoggia la mozione di Gianni Cuperlo, appartenente all'area socialdemocratica, alle primarie del PD nel 2013, venendo eletto nell'assemblea nazionale del PD. Successivamente entra nella direzione regionale campana e poi in segreteria regionale.
Alle elezioni regionali in Campania del 2015 è candidato in consiglio regionale con il PD, nella circoscrizione della provincia di Salerno: ottiene oltre 14.000 preferenze senza però essere eletto.
Nel marzo 2017 lascia il PD per aderire ad Articolo Uno di Pier Luigi Bersani, Massimo D'Alema e Roberto Speranza.

#### Elezione a deputato
Alle elezioni politiche del 2018 viene eletto alla Camera dei Deputati, nelle liste di Liberi e Uguali nella circoscrizione Campania 2.
Dal 21 giugno 2018 è membro della II commissione Giustizia.
Dal 27 luglio dello stesso anno fa parte del "Consiglio di Giurisdizione" come membro supplente. Dal 10 dicembre 2019 è membro della "Giunta per le autorizzazioni". Dal 29 luglio 2020 entra negli uffici parlamentari, diventando segretario della II commissione Giustizia. Termina il proprio mandato parlamentare nel 2022.